# Sanzao, Guangdong
Sanzao (kinesiska: 三灶) är en köping i sydöstra Kina. Den ligger i stadsdistriktet Jinwan i staden Zhuhai i provinsen Guangdong, omkring 120 kilometer söder om provinshuvudstaden Guangzhou. Antalet invånare är 82 221. Befolkningen består av 38 876 kvinnor och 43 345 män. Barn under 15 år utgör 10,0 %, vuxna 15-64 år 87 %, och äldre över 65 år 2,0 %.